# Динарабад (Тегеран)
Динарабад (перс. دینارآباد‎) — село на севере Ирана, в остане Тегеран. Входит в состав шахрестана Тегеран. Является частью дехестана (сельского округа) Хелазир бахша Афтаб.

## География
Село находится в центральной части остана, к западу от автодороги , на расстоянии приблизительно 6 километров (по прямой) к югу от города Тегеран, административного центра шахрестана. Абсолютная высота — 1042 метра над уровнем моря.

## Население
По данным переписи 2006 года население села составляло 116 человек (69 мужчин и 47 женщин). В Динарабаде насчитывалось 28 домохозяйств. Уровень грамотности населения составлял 60,3 %. Уровень грамотности среди мужчин составлял 66,7 %, среди женщин — 51,1 %.